# اراضی ماسنالی
اراضی ماسنالی (به انگلیسی: Arazi Masnali) یک روستا در پاکستان است که در اسلام‌آباد واقع شده‌است. اراضی ماسنالی ۱۰۸٬۹۷۴ نفر جمعیت دارد و ۴۹۷ متر بالاتر از سطح دریا واقع شده‌است.